# Williamina Fleming
Williamina Paton Stevens Fleming (15 de mayo de 1857, Dundee, Reino Unido - 21 de mayo de 1911, Boston, Massachusetts) fue una astrónoma estadounidense de origen británico. Contratada inicialmente como auxiliar en el observatorio de Harvard y sin formación específica en astronomía, realizó numerosos descubrimientos de cuerpos estelares, contribuyendo decisivamente a la confección del Catálogo Estelar Henry Draper.

## Primeros años
Mina Fleming asistió a la escuela pública de Dundee, y a los 14 años ayudó en la enseñanza de los jóvenes actuando de maestra al mismo tiempo que recibía enseñanza como alumna mediante el sistema pupil-teacher. En mayo de 1877, a la edad de 20 años, se casó con James Orr Fleming y al año siguiente se trasladaron a Estados Unidos, asentándose en la ciudad de Boston, Massachusetts. Cuando quedó embarazada de su hijo Edward en 1879, su marido la abandonó, viéndose obligada a encontrar trabajo para poder mantenerse tanto ella como su hijo.

## Carrera en el Harvard College Observatory

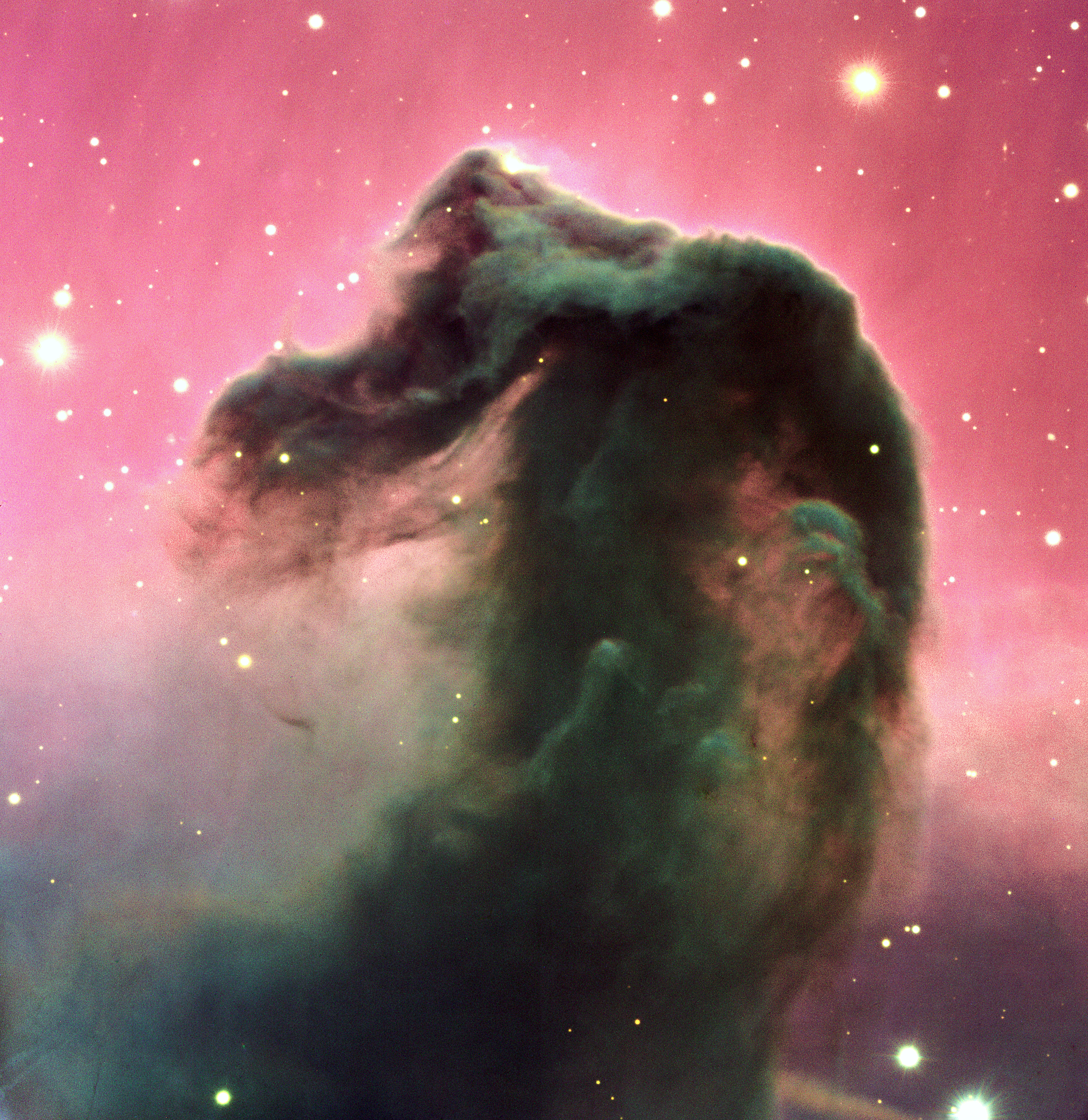
Imagen de la Nebulosa Cabeza de Caballo, descubierta por Fleming

Trabajó como empleada del hogar en la casa de Edward Charles Pickering, un famoso profesor de astronomía, y director del Harvard College Observatory. Pickering estaba frustrado con su asistente masculino, y declaró que su asistenta podría desempeñar mejor su trabajo. Es así que en 1881, Pickering le ofreció a Fleming un empleo temporal en el observatorio, para hacer tareas rutinarias de oficina y algunos cálculos matemáticos, y pronto pasó a ser miembro permanente del personal de investigación en lo que después se bautizó como las Computadoras de Harvard. La pusieron a cargo de decenas de mujeres jóvenes, que fueron empleadas para hacer cálculos matemáticos, proceso que hoy en día hacen las computadoras, y las dirigía con una disciplina implacable, siendo temida y admirada a partes iguales. Además, corrigió todos los originales de las publicaciones del observatorio. Ayudó a elaborar un sistema de asignación de estrellas, que básicamente consistía en asignar una letra, que dependía de la cantidad del hidrógeno observado en su espectro. Las estrellas clasificadas con la letra A estaban formadas por hidrógeno casi en su totalidad, las clasificadas con la letra B contenían menos hidrógeno, y así sucesivamente. Este sistema le sirvió a Annie Jump Cannon como base de trabajo, el cual mejoró para desarrollar una clasificación basada en la temperatura. En los siguientes 30 años de su vida, colaboró en el análisis fotográfico de espectros estelares.
Fleming contribuyó en la confección del catálogo Henry Draper, y en un período de nueve años, catalogó más de 10 000 estrellas. En ese tiempo también descubrió 59 nebulosas gaseosas, 310 estrellas variables, y 10 novas. También estableció los primeros estándares fotográficos de magnitud usados para medir el brillo de las estrellas variables. En 1907, publicó un listado que contenía 222 estrellas variables que ella había descubierto. Y en el año de 1910, estudió espectralmente el primer resto de estrella de poca masa o enana blanca que ya era conocida como 40 Eridani B. Por eso que a ella se le atribuye, y con todo mérito, el descubrimiento de la primera enana blanca.
En 1888, Fleming descubrió la Nebulosa Cabeza de Caballo. William Pickering, quien tomó la fotografía, especuló que en aquel lugar había materia oscura oculta. En los artículos y libros siguientes Williamina Fleming no aparece en los créditos, ya que John Dreyer, el principal encargado de recopilar información para el primer Catálogo Índice, eliminó su nombre de la lista de objetos que descubrieron, atribuyendo todas las aportaciones a "Pickering". Sin embargo, en el segundo Catálogo Índice de 1908, Fleming recibió los créditos que le correspondían.
En 1899, Fleming recibió un título de Conservadora del Archivo de Fotografías Astronómicas en Harvard, tratándose del primer cargo institucional en Harvard que se concedía a una mujer. En 1906, logró una plaza honoraria en la Royal Astronomical Society de Londres, siendo la primera mujer en ser elegida, y consiguió un premio honorario del Wellesley College. A comienzos del año 1911, y poco antes de su muerte, la Sociedad Astronómica de México la galardonó con la medalla Guadalupe Almendaro por el descubrimiento de nuevas estrellas variables. Y después de presentar un fuerte cansancio por más de un año, su salud empeoró, y falleció de neumonía con apenas 54 años de edad, el día domingo 21 de mayo del año 1911. Y su hijo Edward Fleming, que trabajaba en una gran empresa minera de Chuquicamata en Chile, no alcanzó a llegar para despedirse en persona de su madre y también prodigiosa astrónoma.

## Obra
- Draper Catalogue of Stellar Spectra (1890)
- A Photographic Study of Variable Stars (1907)
- Spectra and Photographic Magnitudes of Stars in Standard Regions (1911)

## Eponimia
- El cráter lunar Fleming lleva este nombre en su memoria, honor compartido con el científico británico del mismo apellido Alexander Fleming (1881-1955), descubridor de la penicilina.